# Hi-Five (film)
Hi-Five (în coreeană: 하이파이브) este un film de acțiune-comedie sud-coreean din 2025, scris și regizat de Kang Hyeong-cheol. Din distribuție fac parte Lee Jae-in, Ahn Jae-hong, Ra Mi-ran, Kim Hee-won, Yoo Ah-in, Oh Jung-se și Park Jin-young. Filmul a fost lansat în cinematografe pe 30 mai 2025.

## Rezumat
Cinci oameni obișnuiți dezvoltă brusc diverse superputeri după ce primesc transplanturi de organe de la un donator misterios. Se identifică reciproc prin semne unice și decid să formeze o echipă. Cu toate acestea, având puteri, personalități și gusturi extrem de diferite, conflictele și incidentele sunt inevitabile ori de câte ori se întâlnesc. Între timp, un liderul unui cult care a primit un transplant de pancreas dobândește și el o putere specială și începe să-i vâneze pe ceilalți cinci, cu scopul de a deveni ființa absolută la care a visat dintotdeauna.

## Distribuție
- Lee Jae-in în rolul lui Park Wan-seo. O fată pasionată de taekwondo, inocentă și curajoasă. După o lungă boală, a primit în mod miraculos un transplant de inimă. După aceea, a descoperit că dobândise puteri explozive și superputeri asemănătoare fulgerului.[1]
- Ahn Jae-hong în rolul lui Park Ji-sung. Un scenarist care de ani de zile se străduia să-și facă debutul. După ce a primit un transplant de plămâni, a dobândit o capacitate pulmonară puternică, capabilă să arunce în aer tot ce-i stă în față.[2]
- Ra Mi-ran în rolul lui Kim Sun-nyeo. O foarte expeditivă „furnizoare de produse proaspete”, care conduce o mașină de iaurt și apare oricând și oriunde. După ce a primit un transplant de rinichi, și-a recăpătat sănătatea fizică și mentală și i-a tratat pe oamenii din jurul ei cu o atitudine mai caldă și mai amabilă. În cele din urmă, se dezvăluie că puterea ei este de a transfera puterile celorlalți beneficiari.[3]
- Kim Hee-won în rolul lui Huh Yak-sun. Un director de fabrică încăpățânat și pretențios, care adesea îi cicălește pe angajați pe șantier, până la epuizare. După ce primește un transplant de ficat, mâinile sale au capacitatea de a vindeca rănile altor oameni.[4]
- Yoo Ah-in în rolul lui Hwang Ki-dong. Un șomer care, după un transplant de cornee, a dobândit capacitatea de a controla undele electromagnetice. Poate schimba lumina și asculta muzică cu o simplă mișcare a degetelor.[5]
- Oh Jung-se în rolul lui Park Jong-min. Tatăl lui Wan-seo, directorul sălii de taekwondo și fost membru al echipei naționale de taekwondo.[6]
- Park Jin-young în rolul lui  Young-chun mai tânăr și Shin Goo în rolul lui Young-chun mai în vârstă, iderul unui cult care, după un transplant de pancreas, a dobândit superputerea de a absorbi tinerețea altora.[7][8]
- Jin Hee-kyung în rolul lui Seo Choon-hwa, fiica lui Young-chun.

## Producție
În martie 2021, s-a anunțat că Yoo Ah-in, Ra Mi-ran, Ahn Jae-hong, Oh Jung-se și Lee Jae-in s-au alăturat distribuției filmului, urmați de Jinyoung în mai 2021.
Filmările au început pe 1 iunie 2021. Filmările au avut loc în districtul internațional de afaceri Songdo, Incheon și Namhyeon-dong, Seul, și s-au încheiat pe 7 noiembrie 2021.

## Lansare
Prima dată provizorie de lansare pentru Hi-Five a fost 2022. Lansarea a fost programată ulterior pentru mai 2023, dar a fost amânată pe termen nelimitat, după ce Yoo Ah-in a fost testat pozitiv cu propofol și marijuana în februarie 2023. Mai târziu, în iunie 2023, Next Entertainment World a raportat că erau în desfășurare discuții interne despre cum să se renunțe la Yoo și că lansarea filmului în decurs de un an ar fi dificilă.
Pe 4 aprilie 2025, Next Entertainment World a anunțat că pregătește lansarea filmului în iunie și că Yoo Ah-in nu va participa la programul promoțional. Inițial programat să fie lansat pe 3 iunie, Hi-Five a ajuns în cinematografele din Coreea de Sud pe 30 mai.
Hi-Five a fost lansat în: 
- Cambodgia pe 6 iunie;
- Singapore, Malaezia, Thailanda și Brunei pe 12 iunie;
- Indonezia, Vietnam, Taiwan și Timorul de Est pe 13 iunie;
- Hong Kong și Macao pe 19 iunie;
- SUA și Canada pe 20 iunie.[21]

## Receptare

### Box office
Filmul a avut premiera în Coreea de Sud cu peste 70.000 de vizualizări în prima zi, depășind Misiune: Imposibilă - Răfuială mortală partea întâi, care deținuse primul loc timp de 13 zile consecutiv, devenind liderul box office-ului zilnic. Și-a menținut poziția în box office timp de zece zile consecutiv după lansare și a condus box office-ul de weekend în weekendul de deschidere, cu peste 380.000 de spectatori. În al doilea weekend, s-a clasat pe locul doi în box office-ul de weekend, cu 400.700 de vizualizări, aducând numărul cumulativ de spectatori la 1,15 milioane.